# Campeonato ibérico de fútbol gaélico

Jugadores de equipos gallegos en el Campeonato Ibérico de 2014.

El Campeonato ibérico de fútbol gaélico es la competición regional de fútbol gaélico que agrupa a los equipos masculinos y femeninos existentes en la península ibérica, incluyendo clubs de España, Portugal y Gibraltar.
El campeonato consta de una fase previa dividida en 3 subregiones (Noroeste, Central-Este, Sur), donde se deciden los equipos clasificados para la fase Final.
La fase final se celebra en una sede única que va rotando entre las subregiones.

## Equipos

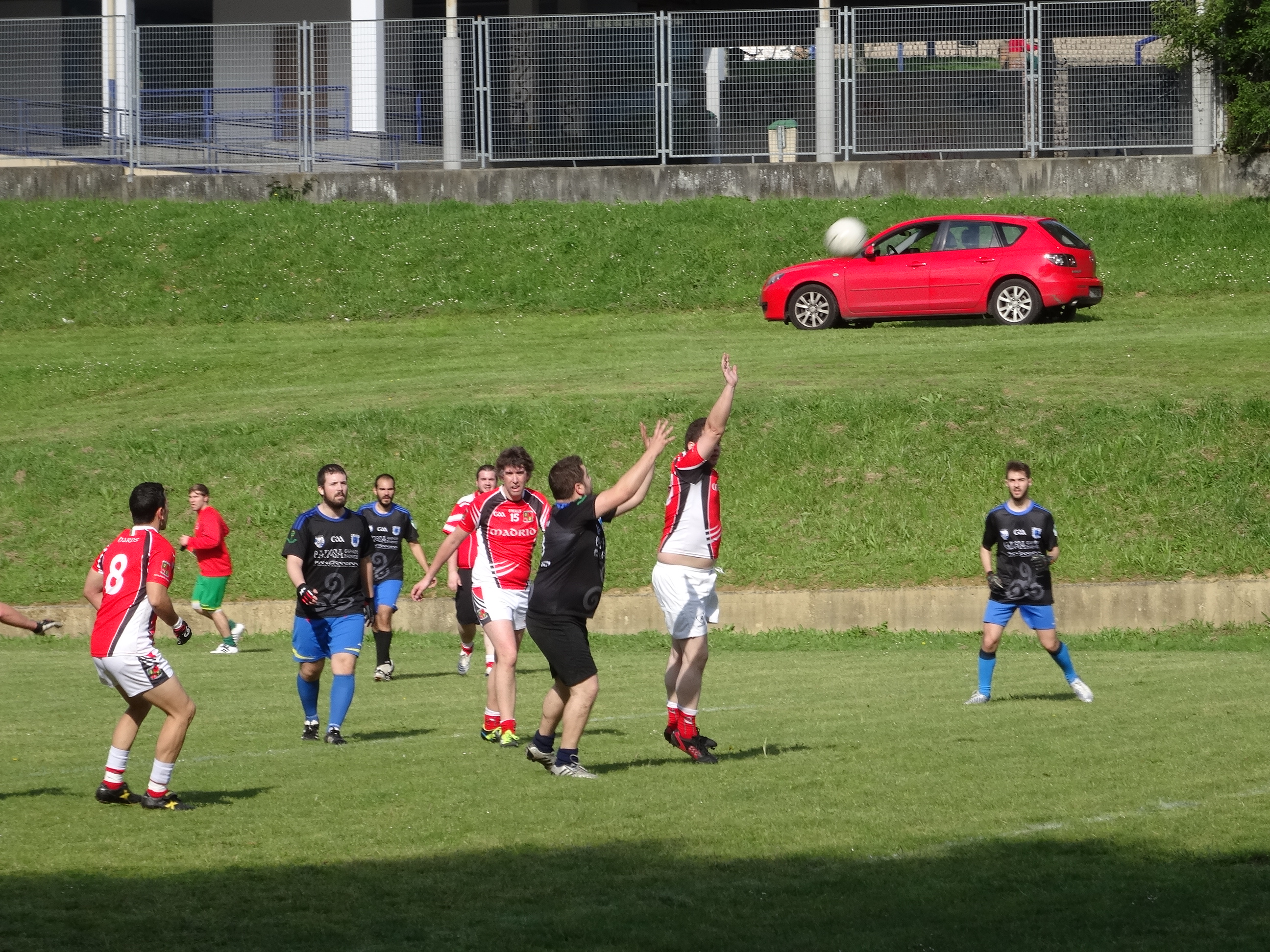
Ártabros de Oleiros vs. Madrid Harps, 2015.

En España hay los siguientes equipos de fútbol gaélico: Gaélicos do Gran Sol (Barcelona), Barcelona Gaels (Barcelona), Sitges Eagles (Sitges), Celta Malaga (Málaga), Costa Gaels (Marbella), Eire Og Seville (Sevilla), Bilbao Gaels (Bilbao), Madrid Harps 
(Madrid), Sant Vicent GAA (Valencia), Fillos de Breogán GAA (La Coruña), Irmandinhos  Estrada (La Estrada), Lume de Beltane (Pontevedra), Estrela Vermelha (Santiago de Compostela), Auriense FG (Ourense), Keltoi (Vigo), Herdeiros de Dhais (Lalín), Cambados Gaélico (Cambados), Turonia (Gondomar), Lorchos (Barbanza), Grovias (La Guardia) e Independiente (Vigo).
Fuera de España también forman parte de la federación ibérica de fútbol gaélico, el equipo de Celtíberos (Lisboa) y el de Gibraltar Gaels (Gibraltar).
Los clubs suelen estar formados por jugadores irlandeses y una nutrida representación de jugadores locales, que oscila sobre la mitad de la plantilla (exceptuando los equipos gallegos, compuestos casi en su totalidad por jugadores locales).
El actual campeón (2024) en categoría masculina es Barcelona Gaels, mientras que en la femenina son también las Barcelona Gaels, que ganaron respectivamente el campeonato que fue celebrado en Salou.

## Palmarés

### Palmarés masculino
10 Madrid Harps: 2005, 2008, 2010, 2012, 2014, 2015, 2016, 2017, 2018, 2019, 2023
4 Barcelona Gaels: 2007, 2009, 2013, 2024
2 Sant Vicent Valencia GAA: 2011 y 2022
1 Costa Gaels - Marbella: 2006
| Año  | Ganador                  |
| ---- | ------------------------ |
| 2005 | Madrid Harps             |
| 2006 | Costa Gaels - Marbella   |
| 2007 | Barcelona Gaels          |
| 2008 | Madrid Harps             |
| 2009 | Barcelona Gaels          |
| 2010 | Madrid Harps             |
| 2011 | Sant Vicent Valencia GAA |
| 2012 | Madrid Harps             |
| 2013 | Barcelona Gaels          |
| 2014 | Madrid Harps             |
| 2015 | Madrid Harps             |
| 2016 | Madrid Harps             |
| 2017 | Madrid Harps             |
| 2018 | Madrid Harps             |
| 2019 | Madrid Harps             |
| 2022 | Sant Vicent Valencia GAA |
| 2023 | Madrid Harps             |
| 2024 | Barcelona Gaels          |

### Palmarés femenino
7 Madrid Harpettes: 2009, 2010, 2011, 2012, 2014 y 2015
3 A Coruña Fillas de Breogán: 2016, 2017 y 2018
3 Barcelona Gaels: 2008, 2013, 2023 y 2024
1 Sant Vicent Valencia GAA: 2022
| Año  | Ganador                    |
| ---- | -------------------------- |
| 2008 | Barcelona Gaelettes        |
| 2009 | Madrid Harps               |
| 2010 | Madrid Harps               |
| 2011 | Madrid Harps               |
| 2012 | Madrid Harps               |
| 2013 | Barcelona Gaelettes        |
| 2014 | Madrid Harps               |
| 2015 | Madrid Harps               |
| 2016 | A Coruña Fillas de Breogán |
| 2017 | A Coruña Fillas de Breogán |
| 2018 | A Coruña Fillas de Breogán |
| 2019 | Madrid Harps               |
| 2022 | Sant Vicent Valencia GAA   |
| 2023 | Barcelona Gaels            |
| 2024 | Barcelona Gaels            |